# Galatasaray Istanbul/Saison 1908/09

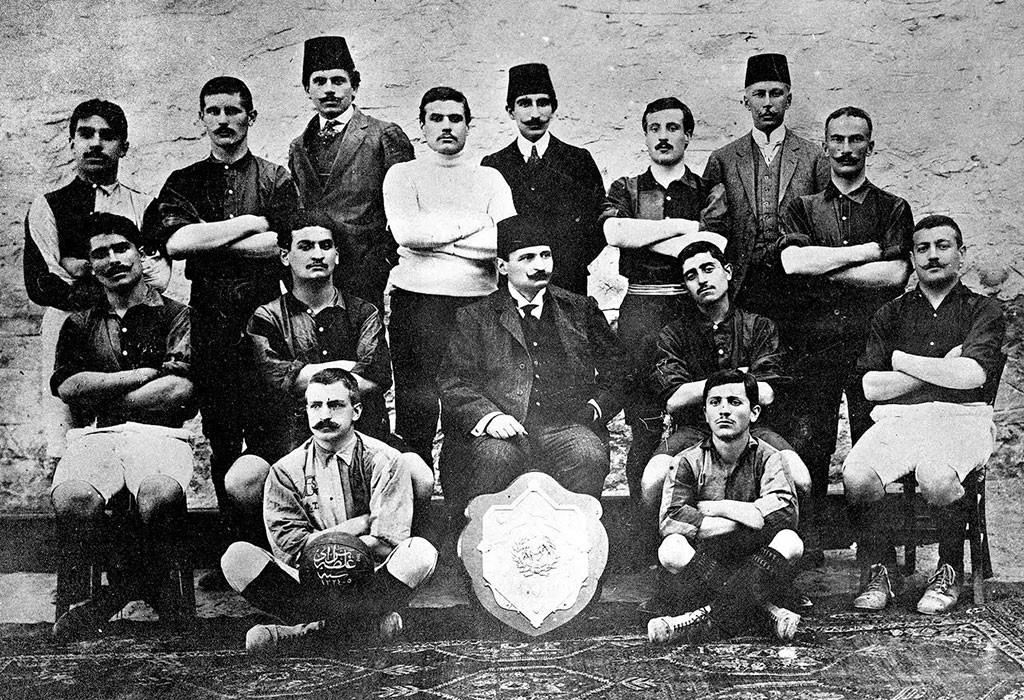
Galatasaray Istanbul, İstanbul Futbol Ligi 1908/09-Sieger

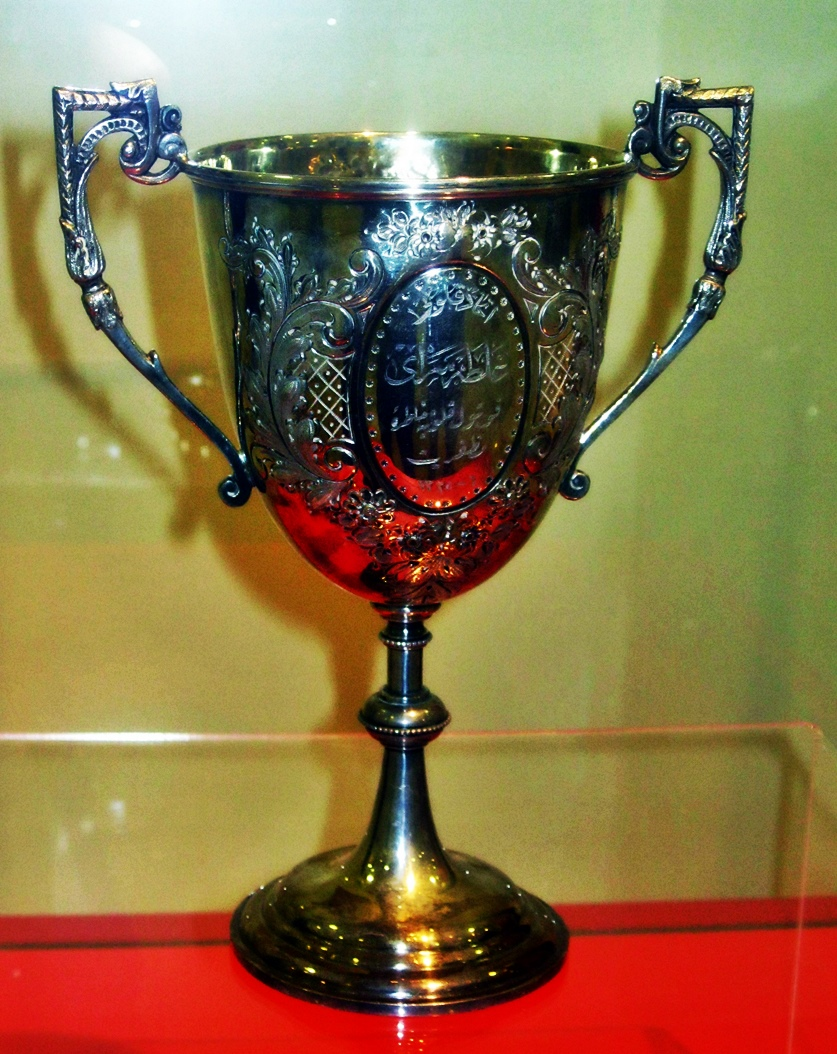
Der erste Pokal, den Galatasaray gewann, der Union Club Kupası

Die Saison 1908/09 von Galatasaray Istanbul war die 3. Saison in der Vereinsgeschichte und die 3. Saison in der İstanbul Futbol Ligi. Der Klub beendete die Saison auf dem 1. Platz und gewann zum ersten Mal in der Vereinsgeschichte einen Wettbewerb. Galatasaray war die erste inländische Mannschaft, die die İstanbul Futbol Ligi gewann.
In dieser Saison trafen Galatasaray Istanbul und Fenerbahçe Istanbul zum ersten Mal aufeinander.

## Personalien

### Kader
| Nat.                   | Name                   |
| Torhüter               | Torhüter               |
| ---------------------- | ---------------------- |
| Osmanisches Reich 1844 | Ahmet Robenson         |
| Abwehr                 |                        |
| Montenegro Furstentum  | Milija Bakić           |
| Osmanisches Reich 1844 | Bekir Sıtkı Bircan     |
| Osmanisches Reich 1844 | Adnan İbrahim Pirioğlu |
| Mittelfeld             |                        |
| Osmanisches Reich 1844 | Celâl İbrahim Bey      |
| Osmanisches Reich 1844 | Hasan Basri Bütün      |
| Osmanisches Reich 1844 | Sabri Mahir            |
| Osmanisches Reich 1844 | Ali Sami Yen           |
| Angriff                |                        |
| England                | Horace Armitage        |
| England                | Clerk Comber           |
| Osmanisches Reich 1844 | Idris                  |
| Osmanisches Reich 1844 | Fuat Hüsnü Kayacan     |
| Osmanisches Reich 1844 | Ali Müsait             |
| Osmanisches Reich 1844 | Emin Bülend Serdaroğlu |
| Osmanisches Reich 1844 | Abdurrahman Robenson   |

## Saison
Alle Ergebnisse aus Sicht von Galatasaray Istanbul.
Die Tabelle listet alle İstanbul-Futbol-Ligi des Vereins der Saison 1908/09 auf. Siege sind grün, Unentschieden gelb und Niederlagen rot markiert.

### İstanbul Futbol Ligi
| ST | Datum           | Gegner                 | Ort                          | Ergebnis | Tor(e) für Galatasaray Istanbul |
| -- | --------------- | ---------------------- | ---------------------------- | -------- | ------------------------------- |
| 01 | 17. Januar 1909 | Fenerbahçe Istanbul    | İttihatspor Sahası, Istanbul | 2:0      | 1:0 Serdaroğlu, 2:0 Serdaroğlu  |
| 02 | 31. Januar 1909 | Cadi-Keuy FC           | İttihatspor Sahası, Istanbul | 4:0      | n. V.                           |
| 03 | 21. März 1909   | Moda-Imogene Muhteliti | İttihatspor Sahası, Istanbul | 11:0     | n. V.                           |

### Das 1. Interkontinentale Derby
| Paarung              | Galatasaray Istanbul – Fenerbahçe Istanbul |
| Ergebnis             | 2:0 |
| Datum                | 17. Januar 1909 um 20:45 Uhr |
| Stadion              | İttihatspor Sahası, Istanbul |
| Schiedsrichter       | James LaFontaine ( England) |
| Tore                 | 1:0 Emin Bülend Serdaroğlu 2:0 Emin Bülend Serdaroğlu |
| Galatasaray Istanbul | Ahmed Robenson, Bekir Sıtkı Bircan, Milo Bakic, Adnan İbrahim Piroğlu, Horace Armitage, Sabri Mahir, Hasan Basri Bey, Celâl İbrahim Bey, Fuad Hüsnü Kayacan, İdris Bey, Emin Bülend Serdaroğlu Cheftrainer: Horace Armitage ( England) |
| Fenerbahçe Istanbul  | Asaf Beşpınar, Dalaklı Hüseyin, Hasan Kâmil Sporel, Hassan Sami, Gustave Haenny, İzzi Hüseyin, Fethi Bey, Şefkati Hulusi, Yahya Berki Karagözoğlu, Galip Kulaksızoğlu, Memiş Bey Cheftrainer: Galip Kulaksızoğlu ( Osmanisches Reich)  |